# Табаки
Таба́ки (англ. Tabaqui) —  персонаж из сборника рассказов «Книга джунглей» 
английского писателя Редьярда Киплинга, самец шакала, неизменный прихвостень тигра Шер-Хана.

## Образ из «Книги джунглей»
Очень яркий и многомерный персонаж.

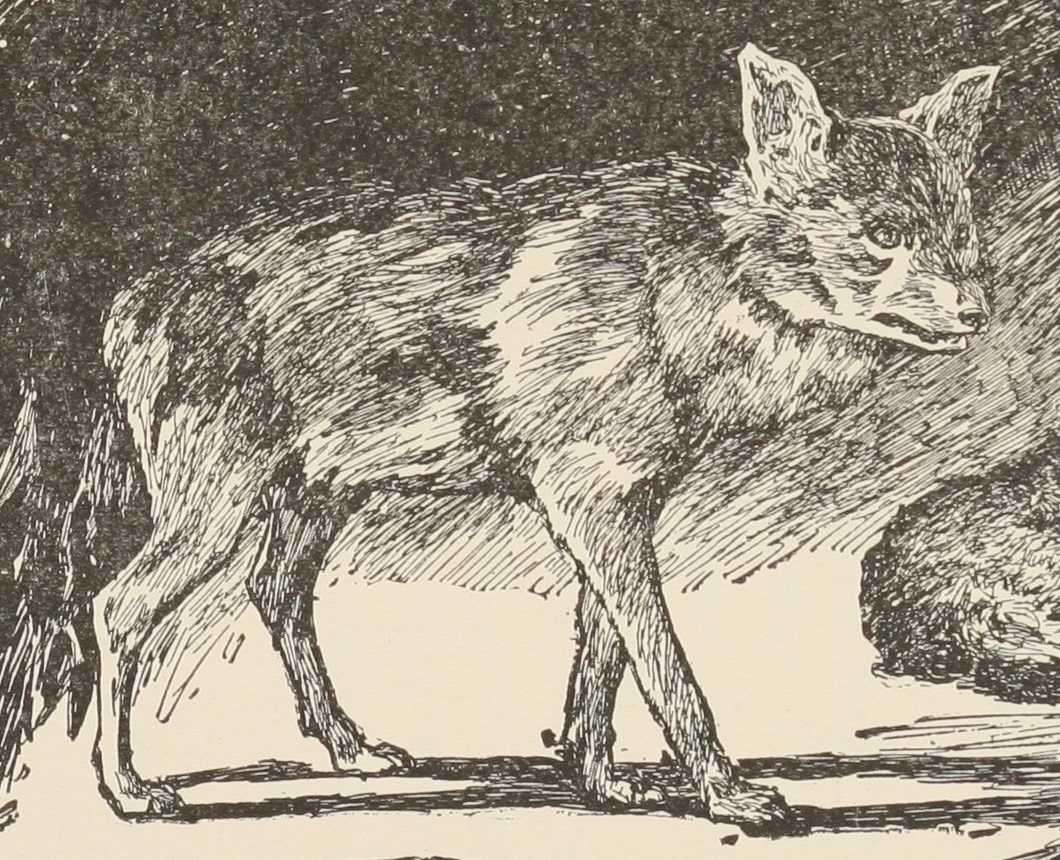
Иллюстрация с Табаки из книги

Один из наиболее пронырливых обитателей джунглей. Обычно он не очень дружелюбен, если не считать фальшивой любезности, которую он проявляет, чтобы к кому-нибудь подлизаться.
Он не прочь сыграть с кем-нибудь злую шутку. Вечно собирает и разносит сплетни, это одна из причин, из-за которой остальные обитатели джунглей его не любят. Кроме того, они его боятся, потому что он, согласно «Книге джунглей», чаще других заболевает «бешенством»; в припадках бешенства бежит по джунглям, кусая всех на своём пути.
Сам Киплинг описывает Табаки как «лизоблюда». Это связано с его постоянными попытками что-нибудь украсть из стола волчьей стаи или тигра Шер-Хана своим «подлизыванием». Но при этом шакал очень умён и хитёр, и иногда лишь притворяется глуповатым. Табаки труслив – его достаточно легко сильно спугнуть. В рассказе «Братья Маугли» говорится об инциденте, когда главный герой взял шакала за хвост и два раза ударил о пальму. Но всё же, по словам Багиры человеческому детёнышу с ним не стоит так шутить – «он знает много того, что прямо не касается Маугли».

### Жизнь
Табаки питается объедками как после Шер-Хана, так и после волков сионийской стаи. Его считают «прихвостнем», потому что куда бы тот ни шёл – шакал всегда рядом с Шер-Ханом. Сам же тигр не считает Табаки другом, он лишь ему иногда полезен. Он настолько привязан к нему, потому что физически является слабым и может быть убит любым животным, которое больше него. В книге даже есть фраза от приёмного отца Маугли: «Ступай охотиться со своим господином (то есть, с Шер-Ханом)». 
Но если Табаки самому будет выгодно, он может бросить тигра в беде.

### Смерть Табаки
Ближе к концу «Книги джунглей» Серый Брат, волк и сводный брат Маугли узнаёт от Табаки, что Шер-Хан собирается убить мальчика в узком овраге. Ему это конечно не понравилось, и он расправился с Табаки от злости, сломав ему хребет. А потом он с Маугли и Акелой устраивает ловушку Шер-Хану, в результате чего того растоптали буйволы.

## Вид
В книге Редьярда Киплинга Табаки – обыкновенный шакал. Этой версии последовала советская экранизация. Японский мультсериал 1989 года превратил его в полосатую гиену. В фильме 2018 года Энди Сёркиса он тоже является гиеной. Предположительно, полосатой – единственный вид этого рода, обитающий в Индии, но внешне Табаки гораздо больше похож на малоизвестную бурую гиену, которая встречается только в Африке.

## В экранизациях
Табаки отсутствует во всех диснеевских экранизациях «Книги джунглей», кроме версии 1998 года. Официальных объяснений этому от «Disney» нет, но возможно он был не очень нужным персонажем по сюжету. Однако Табаки должен был появиться в сиквеле мультфильма 1967 года. Там он был бы тем, кто хотел съесть Маугли, когда тот возвращался в джунгли с Балу но столкнулся с травмами. По итогу его роль была отдана питону Каа. 
В мультсериале СССР он – маленький серо-белый шакал, которого озвучивает актёр Сергей Мартинсон. Рассказывает о появлении Маугли в волчьей стае всем подряд. Табаки делает вид, что следует Законам джунглей, но сам же вместе с Шер-Ханом постоянно их нарушает. Произнёс фразу «Акела промахнулся!», когда вожак стаи не смог убить оленя на охоте. Смерть персонажа была проигнорирована, что противоречит Киплингу.
Ещё одно появление Табаки на экраны – фильм Netflix 2018 года «Маугли». Героя озвучил Том Холландер (в русском дубляже – Алексей Войтюк). Энди Сёркис сделал его гиеной, которая служит Шер-Хану, но бросает его в финальной битве. В картине есть эпизод, где Табаки пытается объяснить Маугли, что он человек тем, что самому ему «иногда снится, что он тигр, но, просыпаясь, обнаруживает себя гиеной».

## Шакал Табаки в других произведениях
Кличку «Шакал Табаки» носит один из главных героев книги М. Петросян «Дом, в котором...».
А. М. Сулейменова находит отзвук персонажей «Книги Джунглей» Киплинга в одной из первых японских авторских сказок Ивая Садзанами - «Коганемару», где персонажа аналогичного шакалу Табаки зовут лис Тёсую.